# Anton Korošec

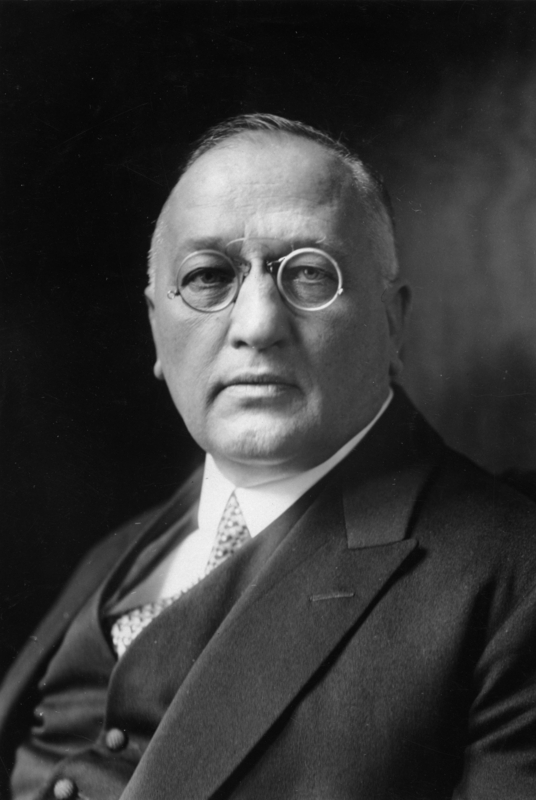
Anton Korošec (1929)

Anton Korošec (Biserjane (Stiermarken, Oostenrijk-Hongarije), 12 mei 1872 - Belgrado, 14 december 1940) was een jezuïet, Sloveens politicus en staatsman. Hij was tijdens zijn leven een van de belangrijkste Sloveense politici. Met de ondergang van Oostenrijk-Hongarije verdween ook Ivan Šušteršič uit de Sloveense Volkspartij, zodat Korošec zich voortaan de onbetwiste leider van de Sloveense Volkspartij kon noemen.
In Oostenrijk-Hongarije was hij afgevaardigde in de Oostenrijkse Rijksraad (parlement) voor het Oostenrijkse kroonland Stiermarken. Hij werd na het uiteenvallen van de dubbelmonarchie president van de Staat van Slovenen, Kroaten en Serven en werd later korte tijd minister-president van het Koninkrijk Joegoslavië.
- Bibliothèque nationale de France: cb133400289 (data)
- Gemeinsame Normdatei: 119081032
- International Standard Name Identifier: 0000 0000 5538 1040
- Library of Congress Control Number: n92116997
- Nationale Bibliotheek van Tsjechië: js20020805411
- Système universitaire de documentation: 137384092
- Virtual International Authority File: 37718863
- WorldCat: E39PBJqQwJ9PyTYDRXGGvXGvHC